# Vincent Kompany
Vincent Jean Mpoy Kompany (Uccle, 1986. április 10. –) belga labdarúgó, edző. Jelenleg a német első osztályban szereplő Bayern München vezetőedzője. A kongói származású játékos bevethető volt középhátvédként, illetve védekező középpályásként is.
Első szezonjában a Burnley edzőjeként feljuttatta a csapatot a Premier League-be.

## Karrier (klub)

### RSC Anderlecht
Kompany mindössze 6 éves volt amikor az Anderlechthez került. Junior éveit végig ennél az együttesnél töltötte. 1996-ban megnyerte csapatával a junior Belga Kupát, s ekkor korosztályában az év játékosává is választották. Profi szerződését 17 évesen írta alá a klubbal, s még 2003-ban le is játszotta első tétmérkőzését, ami egy Rapid Bukarest elleni BL-selejtező volt. Első gólját 2004-ben lőtte a Sint-Truidense kapujába. A felnőtt csapatban 3 év alatt 73 bajnoki mérkőzésen szerepelt, ezeken 5 gólt ért el.

### Hamburger SV
2006-ban közel 7 millió fontos áron vásárolta meg a Hamburg. Egyből be is mutatkozott a csapatban ám a 2006–2007-es szezonban mindössze 6 meccsen játszott, Achilles-ín sérülése miatt. Az idény hátralévő részét ki kellett hagynia, ám a következő szezonban több fontos meccsen is szóhoz jutott. 2 szezonban mindössze 28 mérkőzés jutott neki, s egy gólt szerzett. 3. német szezonjában csak az első fordulóban játszott.

### Manchester City
A 2008–2009-es szezon elején befutott a Manchester City közel 7,5 millió fontos ajánlata, s a Hamburg nem gördített akadályt távozása elé. A 2008–2009-es idény 38 meccséből 34, egy évre rá 25 meccsen játszott, többnyire hátvédként. Elkötelezettségét kifejezi, hogy 2014-ig hosszabbított szerződést a kékekkel. 2019 májusában – miután a Manchester City megnyerte az FA-kupát – Kompany bejelentette, hogy nem hosszabbítja meg szerződését, hanem játékos-edzőként visszatér korábbi klubjához, az RSC Anderlechthez.

## Karrier (válogatott)
Végigjárta nemzete korosztályos válogatottjait, játszott az U17-es, U18-as, U21-es csapatban is, valamint a pekingi olimpián is részt vett. A belga csapatban már egész fiatalon, 17 évesen bemutatkozhatott, azóta is alapembere a válogatottnak. Eddigi egyetlen válogatott gólját a bolgárok elleni barátságos mérkőzésen szerezte 2010-ben.

## Karrier (számokban)

### RSC Anderlecht
| Klub                       | Szezon                     | Bajnokság | Bajnokság | Bajnokság | Kupa  | Kupa | Kupa     | Nemzetközi | Nemzetközi | Nemzetközi | Összesen | Összesen | Összesen |
| Klub                       | Szezon                     | Mérk.     | Gól       | Gólpassz  | Mérk. | Gól  | Gólpassz | Mérk.      | Gól        | Gólpassz   | Mérk.    | Gól      | Gólpassz |
| -------------------------- | -------------------------- | --------- | --------- | --------- | ----- | ---- | -------- | ---------- | ---------- | ---------- | -------- | -------- | -------- |
| RSC Anderlecht             | 2003-04                    | 29        | 2         | 2         | 5     | 0    | 0        | 7          | 0          | 0          | 41       | 2        | 2        |
| RSC Anderlecht             | 2004-05                    | 32        | 2         | 4         | 3     | 0    | 0        | 6          | 0          | 1          | 41       | 2        | 5        |
| RSC Anderlecht             | 2005-06                    | 12        | 1         | 1         | 1     | 0    | 0        | 4          | 1          | 0          | 17       | 2        | 1        |
| Az Anderlechtnél összesen: | Az Anderlechtnél összesen: | 73        | 5         | 7         | 9     | 0    | 0        | 17         | 1          | 1          | 99       | 6        | 8        |

### Hamburger SV
| Klub                   | Szezon                 | Bajnokság | Bajnokság | Bajnokság | Kupa  | Kupa | Kupa     | Nemzetközi | Nemzetközi | Nemzetközi | Összesen | Összesen | Összesen |
| Klub                   | Szezon                 | Mérk.     | Gól       | Gólpassz  | Mérk. | Gól  | Gólpassz | Mérk.      | Gól        | Gólpassz   | Mérk.    | Gól      | Gólpassz |
| ---------------------- | ---------------------- | --------- | --------- | --------- | ----- | ---- | -------- | ---------- | ---------- | ---------- | -------- | -------- | -------- |
| Hamburger SV           | 2006–2007              | 6         | 0         | 0         | 2     | 1    | 0        | 5          | 0          | 0          | 13       | 1        | 0        |
| Hamburger SV           | 2007-2008              | 22        | 1         | 1         | 4     | 0    | 0        | 11         | 2          | 0          | 37       | 3        | 1        |
| Hamburger SV           | 2008–2009              | 1         | 0         | 0         | 0     | 0    | 0        | 0          | 0          | 0          | 1        | 0        | 0        |
| A Hamburgnál összesen: | A Hamburgnál összesen: | 29        | 1         | 1         | 6     | 1    | 0        | 16         | 2          | 0          | 51       | 4        | 1        |

### Manchester City
- (Utoljára frissítve: 2011. április 12.)

| Klub                | Szezon              | Bajnokság | Bajnokság | Bajnokság | FA Kupa | FA Kupa | FA Kupa  | Ligakupa | Ligakupa | Ligakupa | Nemzetközi | Nemzetközi | Nemzetközi | Összesen | Összesen | Összesen |
| Klub                | Szezon              | Mérk.     | Gól       | Gólpassz  | Mérk.   | Gól     | Gólpassz | Mérk.    | Gól      | Gólpassz | Mérk.      | Gól        | Gólpassz   | Mérk.    | Gól      | Gólpassz |
| ------------------- | ------------------- | --------- | --------- | --------- | ------- | ------- | -------- | -------- | -------- | -------- | ---------- | ---------- | ---------- | -------- | -------- | -------- |
| Manchester City     | 2008–09             | 34        | 1         | 3         | 1       | 0       | 0        | 1        | 0        | 0        | 9          | 0          | 0          | 45       | 1        | 3        |
| Manchester City     | 2009–10             | 25        | 2         | 1         | 3       | 0       | 0        | 4        | 0        | 1        | 0          | 0          | 0          | 32       | 2        | 2        |
| Manchester City     | 2010–11             | 31        | 0         | 1         | 3       | 0       | 0        | 0        | 0        | 0        | 8          | 0          | 0          | 42       | 0        | 1        |
| A Citynél összesen: | A Citynél összesen: | 90        | 3         | 5         | 7       | 0       | 0        | 5        | 0        | 1        | 17         | 0          | 0          | 119      | 3        | 6        |

#### A válogatottban
- (Utoljára frissítve: 2011. április 12.)

| Csapat  | Év                        | Tétmérkőzés | Tétmérkőzés | Barátságos | Barátságos | Összesen | Összesen |
| Csapat  | Év                        | Mérk.       | Gól         | Mérk       | Gól        | Mérk     | Gól      |
| ------- | ------------------------- | ----------- | ----------- | ---------- | ---------- | -------- | -------- |
| Belgium | 2004                      | 3           | 0           | 5          | 0          | 8        | 0        |
| Belgium | 2005                      | 4           | 0           | 2          | 0          | 6        | 0        |
| Belgium | 2006                      | 2           | 0           | 0          | 0          | 2        | 0        |
| Belgium | 2007                      | 5           | 0           | 0          | 0          | 5        | 0        |
| Belgium | 2008                      | 5           | 0           | 2          | 0          | 7        | 0        |
| Belgium | 2009                      | 1           | 0           | 1          | 0          | 2        | 0        |
| Belgium | 2010                      | 3           | 0           | 4          | 1          | 7        | 1        |
| Belgium | 2011                      | 1           | 0           | 1          | 0          | 2        | 0        |
| Belgium | A válogatottban összesen: | 24          | 0           | 15         | 1          | 39       | 1        |

## Díjak (egyéni)
- 1x Belga Aranycipő-díjas            - 2005
- 2x Belga Ébencipő-díjas             - 2004, 2005
- 2x az Év Fiatal Játékosa Belgiumban - 2004, 2005
- 1x az Év Külföldön Játszó Játékosa  - 2010
- Premier League Hírességek Csarnoka: 2022

## Díjak (csapat)

### RSC Anderlecht
- 2x belga bajnok                     - 2004, 2006
- 1x belga Szuperkupa győztes         - 2006

### Hamburger SV
- 1x UEFA Intertotó-kupa győztes - 2007

### Manchester City
- 2x FA Kupa győztes – 2011, 2019
- 4x Premier League győztes – 2011–12, 2013–14, 2017–18, 2018–19
- 2x Community Shield győztes – 2012, 2018
- 4x Ligakupa győztes – 2014, 2016, 2018, 2019

#### A válogatottban
- Pekingi olimpia 4. hely – 2008
- Labdarúgó-világbajnokság 3. hely – 2018

## Edzői statisztika
2022. június 14-én lett frissítve.
| Csapat     | Nemzet   | –tól             | –ig             | Eredményességi mutató | Eredményességi mutató | Eredményességi mutató | Eredményességi mutató | Eredményességi mutató | Eredményességi mutató | Eredményességi mutató | Eredményességi mutató | Eredményességi mutató |
| M          | Gy       | D                | V               | RG                    | KG                    | GK                    | GY%                   | Jegy.                 |                       |                       |                       |                       |
| ---------- | -------- | ---------------- | --------------- | --------------------- | --------------------- | --------------------- | --------------------- | --------------------- | --------------------- | --------------------- | --------------------- | --------------------- |
| Anderlecht | belgium  | 2020. június 22. | 2022. május 25. | 95                    | 43                    | 30                    | 22                    | 178                   | 114                   | +64                   | 45.26                 | [ 9 ]                 |
| Burnley    | ENG      | 2022. június 14. | napjainkig      | 0                     | 0                     | 0                     | 0                     | 0                     | 0                     | 0                     | 0.0%                  | [ 3 ]                 |
| összesen   | összesen | összesen         | összesen        | 95                    | 43                    | 30                    | 22                    | 178                   | 114                   | +64                   | 45.26                 | —                     |